# Southern Style
| Оценки критиков | Оценки критиков |
| Источник        | Оценка          |
| --------------- | --------------- |
| AllMusic        | [ 1 ]           |

Southern Style — шестой студийный альбом американского кантри-певца и автора-исполнителя Дариуса Ракера (певца из группы Hootie & The Blowfish), изданный 31 марта 2015 года на студии Capitol Nashville.

## История
Альбом вышел 31 марта 2015 года на студии Capitol Nashville.
Первые анонсы о новом альбоме появлялись ещё в августе 2014 года. Из 60 написанных песен для включения в диск осталось около 15 из них. Когда 12 января 2015 года Ракер посетил телешоу The Tonight Show Starring Jimmy Fallon он проанонсировал свой новый альбом и назвал его Southern Style, также назвал и подтвердил планируемые дату выхода диска и концертного тура в поддержку альбмоа.
Альбом получил положительные и умеренные отзывы музыкальных критиков и интернет-изданий: Allmusic. Альбом получил награду «Лучший международный альбом года» (International Album of the Year) от имени British Country Music Association Awards.
Альбом Дариуса Ракера дебютировал на позиции № 1 в кантри-чарте Top Country Albums, став его четвёртым чарттоппером. Он также дебютировал на позиции № 7 в Billboard 200 с тиражом  52,000 копий в США К сентябрю 2016 года тираж альбома достиг 199,000 копий в США.

## Список композиций
| №                   | Название                                    | Автор(ы)                                         | Длительность |
| ------------------- | ------------------------------------------- | ------------------------------------------------ | ------------ |
| 1.                  | «Homegrown Honey»                           | Darius Rucker, Charles Kelley, Нэтан Чапман      | 3:24         |
| 2.                  | «Good for a Good Time»                      | Rucker, Kendall Marvel, Jeremy Spillman          | 3:40         |
| 3.                  | «Baby I'm Right» (при участии Mallary Hope) | Rucker, Mark Nesler, Brian Phillip White         | 3:14         |
| 4.                  | «Southern Style»                            | Rucker, Tim James, Rivers Rutherford             | 3:58         |
| 5.                  | «High on Life»                              | Rucker, Jessi Alexander, Josh Thompson           | 3:34         |
| 6.                  | «Perfect»                                   | Rucker, Ashley Gorley, Rhett Akins               | 3:21         |
| 7.                  | «You, Me & My Guitar»                       | Rucker, Gorley, Akins                            | 3:17         |
| 8.                  | «Low Country»                               | Rucker, Troy Verges, Blair Daly, Hillary Lindsey | 4:12         |
| 9.                  | «Need You More»                             | Rucker, Deric Ruttan, Jonathan Singleton         | 3:31         |
| 10.                 | «Half Full Dixie Cup»                       | Rucker, Monty Criswell, Frank Rogers             | 3:34         |
| 11.                 | «Lighter Up»                                | Rucker, Blake Bollinger, Drew Davis              | 3:16         |
| 12.                 | «You Can Have Charleston»                   | Rucker, Rogers                                   | 4:29         |
| 13.                 | «So I Sang»                                 | Rucker, James, Rutherford                        | 3:27         |
| 14.                 | «Down Here» (Bonus track)                   | Rucker                                           | 3:36         |
| 15.                 | «It's All Over» (Bonus track)               | Rucker                                           | 3:12         |
| Общая длительность: | Общая длительность:                         | Общая длительность:                              | 46:57        |

## Чарты
| Чарт (2015)                        | Высшая позиция |
| ---------------------------------- | -------------- |
| США (Billboard 200)                | 7              |
| США (Billboard Top Country Albums) | 1              |